# Bla bla (singolo)
Bla bla è un singolo della rapper italiana Anna, pubblicato il 7 ottobre 2020.
Il brano vede la partecipazione del rapper italiano Gué Pequeno.

## Tracce
Testi di Anna Pepe e Cosimo Fini, musiche di Merk & Kremont.
1. Bla bla (feat. Gué Pequeno) – 2:14

## Classifiche
| Classifica (2020) | Posizione massima |
| ----------------- | ----------------- |
| Italia            | 45                |